# Офіційні коктейлі ІБА

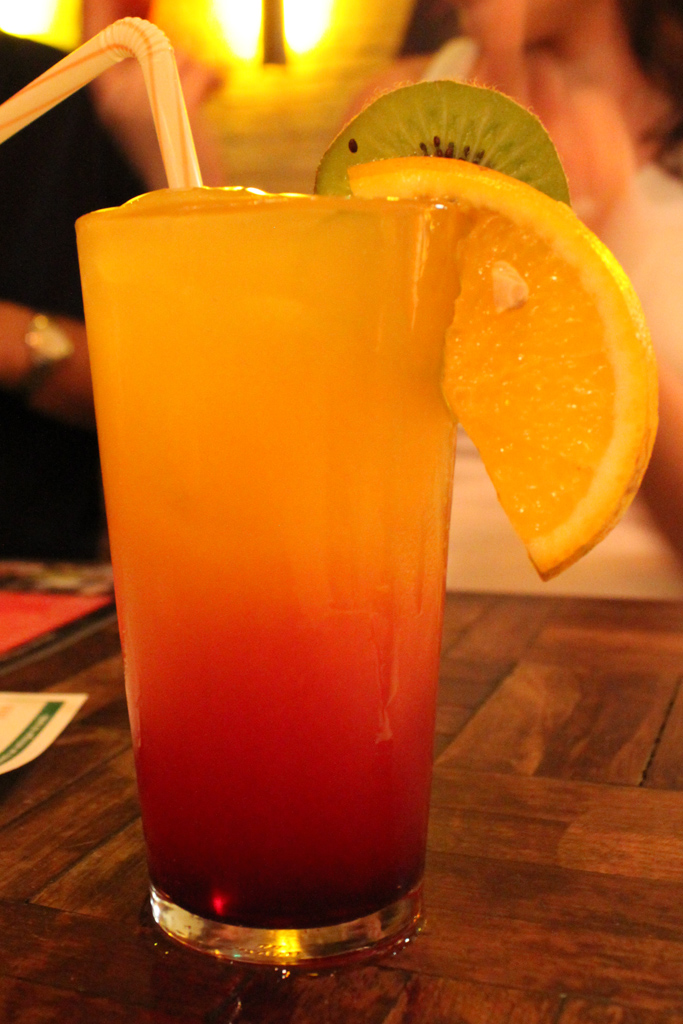
Коктейль ІБА «Секс на пляжі»

Офіційні коктейлі ІБА (англ. IBA official cocktails) — коктейлі, що обрані Міжнародною асоціацією барменів (МАБ, англ. IBA — International Bartenders Association) до списку коктейлів, які дозволяється змішувати під час проведення міжнародних конкурсів коктейлів (англ. World Cocktail Competition, WCC), а також для використання в щорічному Всесвітньому змаганні коктейлів (ВЗК) в барменському ремеслі. Такі змішані напої найбільш знані й поширені коктейлі, які роблять професійні бармени всього світу. Коктейлі, які було включено в даний список, є найбільш популярними і поширеними в світі, а рецепт їх приготування за версією IBA для захисту прав клієнтів приведений до єдиного стандарту. Ідея країн-учасниць IBA полягала в тому, що клієнт, відвідавши бар в будь-якій точці планети, може замовити коктейль з офіційного списку, рецептура і спосіб приготування якого не матимуть відмінностей в залежності від обраного ним бару. Підтримка Асоціації полягає в проведенні тренінгів, в яких можуть брати участь країни-члени Міжнародної асоціації барменів, а також щорічного Міжнародного конкурсу коктейлю (WCC/WFC), який проходить в країні, обраної радою IBA.
Коктейлі МАБ вказуються у сантилітрах (cl), а не в звичайних мілілітрах (ml). 3 cl приблизно дорівнює 1 американській рідкій унції (на 1,4 % більше).

## Історія
Міжнародна асоціація барменів (англ. IBA) була створена 24 лютого 1951 року в салоні Гранд Готелю (місто Торкі, Велика Британія). Спочатку в її складі було сім країн-учасниць. Члени IBA відібрали (на їхню думку) кращі творіння барменского мистецтва, які змішувалися в багатьох престижних барах світу. Спочатку члени Асоціації затвердили список з шістдесяти «Офіційних коктейлів ІБА», однак згодом кількість учасників збільшилася, а офіційний список зазнав змін: одні коктейлі були виключені, інші додані. Станом на 2012 рік до складу Асоціації увійшли національні організації 55 країн (штаб-квартира Асоціації зареєстрована у Сінгапурі), а кількість офіційних коктейлів ІБА становить 75, з них шістдесят п'ять — випробувана часом і модою легендарна класика.
У 2003 році Україна заявила про бажання взяти участь у членстві Міжнародної асоціації барменів (англ. IBA). У 2006 році у Греції на закритих зборах президентів IBA, пройшовши трьох річний випробувальний термін, Україна стала повноправним членом Асоціації та бере участь в Міжнародному конкурсі WCC/WFC IBA (Міжнародному конкурсі коктейлів).

## Список коктейлів
Зараз, офіційні коктейлі МАБ поділяються на три категорії: англ. The Unforgettable (незабутні), англ. Contemporary Classics (сучасна класика), англ. New Era Drinks (напої нової ери).

### Незабутні
Коктейлі, що належать до категорії «Незабутні»:
| №  | Зображення | Назва                 | Оригінальна назва        | Опис |
| -- | ---------- | --------------------- | ------------------------ | --- |
| 1  |            | «Авіація»             | англ. Aviation           | Коктейль на основі джину, вишневого лікеру Maraschino, фіалкового лікеру Crème de Violette і лимонного соку. Класифікується як коктейль на весь день (англ. All day cocktail).                                            |
| 2  |            | «Американо»           | італ. Americano          | Слабкоалкогольний коктейль на основі солодкого червоного вермуту та бітера Campari. Класифікується як аперитив. |
| 3  |            | «Бакарді»             | ісп. Bacardi             | Коктейль-аперитив кубинського походження, основними компонентами якого є світлий ром (зазвичай Bacardi), гренадин і лимонний сік.                                                                                         |
| 4  |            | «Біла леді»           | англ. White lady         | Сауер коктейль на основі джину та лікеру Куантро або Трипл-сек. |
| 5  |            | «Віскі сауер»         | англ. Whiskey sour       | Сауер коктейль на основі віскі (частіше бурбон), лимонного соку та цукру. Крім того, за бажанням, може бути додана невелика кількість яєчного білка.                                                                      |
| 6  |            | «Викрутка»            | англ. Screwdriver        | Коктейль на основі горілки та апельсинового соку. Класифікується як лонґ дрінк (англ. long drink). |
| 7  |            | «Гланди мавпочки»     | англ. Monkey Gland       | Коктейль на основі джину, апельсинового соку, абсенту та гренадину. Класифікується як коктейль на весь день (англ. All day cocktail).                                                                                     |
| 8  |            | «Дайкірі»             | ісп. Daiquirí            | Сімейство алкогольних коктейлів кубинського походження, основними компонентами яких є світлий ром, сік лайма і цукор. Класифікується як аперитив.                                                                         |
| 9  |            | «Дербі»               | англ. Derby              | Коктейль на основі джину, персикового бітеру та м'яти. Класифікується як коктейль на весь день (англ. All day cocktail).                                                                                                  |
| 10 |            | «Джин фіз»            | англ. Gin Fizz           | Коктейль на основі джину, лимонного соку, цукрового сиропу та газованої води. Класифікується як лонґ дрінк (англ. long drink).                                                                                            |
| 11 |            | «Джон Коллінз»        | англ. John Collins       | Коктейль на основі джину, лимонного соку, цукрового сиропу та газованої води. Класифікується як лонґ дрінк (англ. long drink).                                                                                            |
| 12 |            | «Іржавий цвях»        | англ. Rusty Nail         | Коктейль на основі скотчу та лікеру Драмбуї. Класифікується як дигестив (десертний). |
| 13 |            | «Казино»              | англ. Casino             | Коктейль на основі джину, безбарвного сухого фруктового лікеру, що виготовляється з мараскінової вишні, апельсинового бітеру і лимонного соку. Класифікується як коктейль на весь день (англ. All day cocktail).          |
| 14 |            | «Кловер клаб»         | англ. Clover Club        | Коктейль на основі джину, лимонного соку, малинового сиропу і яєчного білка. Класифікується як коктейль на весь день (англ. All day cocktail).                                                                            |
| 15 |            | «Мангеттен»           | англ. Manhattan          | Коктейль, що складається із солодкого червоного вермуту і бурбону. Класифікується як аперитив. |
| 16 |            | «Мартіні»             | англ. Dry Martini        | Коктейль на основі джину та сухого білого вермуту (наприклад, однойменний Мартіні). Класифікується як аперитив. |
| 17 |            | «Мері Пікфорд»        | англ. Mary Pickford      | Коктейль на основі світлого рому, ананасового соку, гренадину і безбарвного сухого фруктового лікеру, що виготовляється з мараскінової вишні. Класифікується як коктейль на весь день (англ. All day cocktail).           |
| 18 |            | «Між простирадлами»   | англ. Between the Sheets | Коктейль на основі світлого рому, коньяку, лікеру Трипл-сек та лимонного соку. Класифікується як коктейль на весь день (англ. All day cocktail).                                                                          |
| 19 |            | «Неґроні»             | англ. Negroni            | Коктейль на основі джину, вермуту та бітеру Кампарі, прикрашений цедрою апельсинів. Класифікується як аперитив. |
| 20 |            | «Обличчя Янгола»      | англ. Angel Face         | Коктейль на основі джину, абрикосового бренді та кальвадосу. Класифікується як коктейль на весь день (англ. All day cocktail).                                                                                            |
| 21 |            | «Олександр»           | англ. Alexander          | Коктейль із вершками на основі коньяку і шоколадного лікеру. |
| 22 |            | «Парадіс»             | англ. Paradise           | Коктейль на основі джину, абрикосового лікеру та апельсинового соку. Класифікується як коктейль на весь день (англ. All day cocktail).                                                                                    |
| 23 |            | «Плантаторський пунш» | англ. Planter's Punch    | Коктейль на основі темного рому, фруктових соків, густого солодкого сиропу червоного кольору Гренадина, цукрового сиропу та бітеру «Ангостура». Класифікується як лонґ дрінк (англ. long drink).                          |
| 24 |            | «Порто фліп»          | англ. Porto flip         | Коктейль на основі портвейну і бренді, різновид фліпу. Класифікується як лонґ дрінк (англ. long drink). |
| 25 |            | «Рамос фіз»           | англ. Ramos gin fizz     | Коктейль на основі джину, соків лимона та лайма, цукрового сиропу, вершків, яєчного білка та газованої води з додаванням апельсинової води і екстракту ванілі[3]. Класифікується як лонґ дрінк (англ. long drink).        |
| 26 |            | «Сазерак»             | англ. Sazerac            | Коктейль на основі коньяку або віскі. Класифікується як дигестив (десертний). |
| 27 |            | «Сайдкар»             | англ. Sidecar            | Коктейль на основі коньяку, апельсинового лікеру (Куантро, Grand Marnier або інших трипл-секів) та лимонного соку. Класифікується як коктейль на весь день (англ. All day cocktail).                                      |
| 28 |            | «Смокінг»             | англ. Tuxedo             | Коктейль на основі джину, сухого вермуту, апельсинового бітеру, безбарвного сухого фруктового лікеру, що виготовляється з мараскінової вишні і абсенту. Класифікується як коктейль на весь день (англ. All day cocktail). |
| 29 |            | «Старомодний»         | англ. Old Fashioned      | Коктейль на основі бурбону, скотчу або віскі та бітера Ангостура. Класифікується як аперитив. |
| 30 |            | «Стінгер»             | англ. Stinger            | Коктейль на основі м'ятного лікеру та коньяку або бренді. Класифікується як дигестив (десертний). |

### Сучасна класика
Коктейлі, що належать до категорії «Сучасна класика»:
| №  | Зображення | Назва                           | Оригінальна назва           | Опис |
| -- | ---------- | ------------------------------- | --------------------------- | --- |
| 1  |            | «Белліні»                       | італ. Bellini               | Коктейль, що складається з ігристого вина (традиційно Просекко) і персикового пюре.                                                                                      |
| 2  |            | «Гарві Стінобій»                | англ. Harvey Wallbanger     | Коктейль, що складається з горілки, лікеру Galliano і апельсинового соку.                                                                                                |
| 3  |            | «Золота мрія»                   | англ. Golden dream          | Коктейль, що складається з італійського лікеру Galliano (міцністю до 30 об%) і міцного (40 об%) французького лікеру Куантро.                                             |
| 4  |            | «Кава по-ірландськи»            | ірл. Caife Gaelach          | Кавовий напій, що готується з гарячої кави, ірландського віскі й цукру.                                                                                                  |
| 5  |            | «Кайпіринья»                    | порт. Caipirinha            | Бразильський алкогольний коктейль, який виготовляється з кашаси, лайму, льоду та необробленого тростинного цукру.                                                        |
| 6  |            | «Кінська шия»                   | англ. Horse's Neck          | Коктейль, що складається з бренді, імбирного елю і біттера «Ангостура».                                                                                                  |
| 7  |            | «Кір»                           | фр. Kir                     | Коктейль, що складається з білого сухого вина і лікеру Creme de Cassis.                                                                                                  |
| 8  |            | «Коник»                         | англ. Grasshopper           | Коктейль, що складається з м'ятного і шоколадного лікеру та вершків. |
| 9  |            | «Космополітен»                  | англ. Cosmopolitan cocktail | Коктейль, що складається з горілки, лікеру Трипл-сек, лимонного і журавлинного соку.                                                                                     |
| 10 |            | «Кривава Мері»                  | англ. Bloody Mary           | Коктейль, що складається з горілки, томатного соку, спецій, та інших додатків (соус Табаско, лимонний сік, вустерський соус).                                            |
| 11 |            | «Куба лібре»                    | ісп. Cuba Libre             | Коктейль, що складається з рому, лайма, та коли. |
| 12 |            | «Лонг-Айлендський чай з льодом» | англ. Long Island Iced Tea  | Коктейль, що складається з горілки, джину, текіли та рому. Окрім цього, до складу коктейлю входять трипл-сек (чи Куантро), кола (або холодний чай) та інші.              |
| 13 |            | «Маі Таі»                       | англ. Mai Tai               | Коктейль, що складається з рому, апельсинового лікеру, мигдалевого сиропу та соку лайма.                                                                                 |
| 14 |            | «Маргарита»                     | ісп. Margarita              | Коктейль на основі текіли з додаванням соку лайма або лимона, цитрусового лікеру (трипл-сек) та льоду.                                                                   |
| 15 |            | «Мімоза»                        | англ. Mimosa                | Коктейль, що складається з шампанського та свіжого апельсинового соку.                                                                                                   |
| 16 |            | «Морський бриз»                 | англ. Sea Breeze            | Коктейль, що складається з горілки, грейпфрутового і журавлинового соку.                                                                                                 |
| 17 |            | «Московський мул»               | англ. Moscow Mule           | Коктейль, що складається з горілки, імбирного елю і лайма, який подають у мідному кухолі.                                                                                |
| 18 |            | «Мохіто»                        | ісп. Mojito                 | Традиційний кубинський коктейль, що складається зі світлого рому і листя м'яти.                                                                                          |
| 19 |            | «М'ятний джулеп»                | англ. Mint julep            | Коктейль, що складається з бурбону (або іншого міцного спиртного напою), води, подрібненого льоду та свіжої м'яти.                                                       |
| 20 |            | «Пінья колада»                  | ісп. Piña colada            | Коктейль, що складається з рому, ананасового соку і (бажано) кокосового молока.                                                                                          |
| 21 |            | «Секс на пляжі»                 | англ. Sex on the beach      | Коктейль, що складається з горілки, персикового лікеру, апельсинового соку і соку журавлини (або гренадіну).                                                             |
| 22 |            | «Сінгапурський слінг»           | англ. Singapore Sling       | Коктейль, що складається з джину, вишневого, апельсинового (Трипл-сек) та лікеру «Бенедиктин», гренадину, ананасового і лимонного соку з додаванням біттера «Ангостура». |
| 23 |            | «Текіла санрайз»                | англ. Tequila Sunrise       | Коктейль, що складається з текіли, гренадину і апельсинового соку. |
| 24 |            | «Троянда»                       | фр. Rose                    | Коктейль, що складається з вишневого лікеру Kirsch, сухого вермуту і полуничного сиропу.                                                                                 |
| 25 |            | «Французький зв'язний»          | англ. French Connection     | Коктейль, що складається з коньяку і мигдалевого лікеру Амаретто. |
| 26 |            | «Французький 75»                | англ. French 75             | Коктейль, що складається з джину, шампанського і лимонного соку. |
| 27 |            | «Хемінгуей спешл»               | ісп. Hemingway Especial     | Коктейль, що складається з світлого рому, лікеру «Мараскіно», грейпрфрутого соку та соку лайма.                                                                          |
| 28 |            | «Хрещений батько»               | англ. Godfather             | Коктейль, що складається з віскі та лікеру Амарето. |
| 29 |            | «Хрещена мати»                  | англ. Godmother             | Коктейль, що складається з горілки та лікеру Амарето. |
| 30 |            | «Чорний російський»             | англ. Black Russian         | Коктейль, що складається з горілки і кавового лікеру (наприклад, Kahlúa).                                                                                                |
| 31 |            | «Шампань»                       | англ. Champagne cocktail    | Коктейль, що складається з шампанського, бренді і біттера «Ангостура».                                                                                                   |

### Напої нової ери
Коктейлі, що належать до категорії «Напої нової ери»:
| №  | Зображення | Назва                      | Оригінальна назва          | Опис |
| -- | ---------- | -------------------------- | -------------------------- | --- |
| 1  |            | «Б-52»                     | англ. B-52                 | Коктейль на основі трьох нашарованих лікерів, що не змішуються і створюють три добре видних шари. Класифікується як дигестив (десертний).           |
| 2  |            | «Баракуда»                 | англ. Barracuda            | Коктейль на основі рому, лікеру Galliano, ігристого вина, ананасового соку та соку лайма. Класифікується як газований коктейль.                     |
| 3  |            | «Брудний мартіні»          | англ. Dirty martini        | Коктейль на основі горілки та вермуту. Класифікується як аперитив.                                                                                  |
| 4  |            | «Вампіро»                  | італ. Vampiro              | Коктейль на основі текіли, томатного, апельсинового і соку лайма. За складом є варіантом коктейлю «Кривава Мері». Класифікується як лонґ дрінк.     |
| 5  |            | «Венеційський спрітц»      | італ. Spritz veneziano     | Коктейль на основі ігристого вина, італійського аперитиву Аперол і содової води. Класифікується як газований коктейль.                              |
| 6  |            | «Веспер»                   | англ. Vesper               | Коктейль Джеймса Бонда на основі джину, горілки і світлого французького аперитивного вина Кіна Ліле. Класифікується як аперитив.                    |
| 7  |            | «Еспресо мартіні»          | англ. Espresso Martini     | Коктейль на основі горілки, кавового лікеру, кави еспресо та цукрового сиропу. Класифікується як дигестив (десертний).                              |
| 8  |            | «Жовта пташка»             | англ. Yellow bird          | Коктейль на основі білого рому, лікеру Galliano, лікеру Triple Sec та соку лайма. Класифікується як коктейль на весь день (англ. All day cocktail). |
| 9  |            | «Камікадзе»                | англ. Kamikaze             | Коктейль на основі горілки, лікеру Triple Sec та соку лайма. Класифікується як коктейль на весь день (англ. All day cocktail).                      |
| 10 |            | «Маргарита Томмі»          | англ. Tommy's Margarita    | Коктейль на основі текіли, свіжовичавленого соку лайма і нектару агави. Класифікується як коктейль на весь день (англ. All day cocktail).           |
| 11 |            | «Мартіні крапля лимона»    | англ. Lemon drop martini   | Коктейль на основі горілки, лікеру Triple Sec та лимонного соку. Класифікується як коктейль на весь день (англ. All day cocktail).                  |
| 12 |            | «Ожина»                    | англ. Bramble              | Коктейль на основі джину, ожинового лікеру, лимонного соку та цукрового сиропу. Класифікується як коктейль на весь день (англ. All day cocktail).   |
| 13 |            | «Піско сауер»              | англ. Pisco sour           | Сауер коктейль на основі піско, поширений в Перу і Чилі, вважається південно-американської класикою.                                                |
| 14 |            | «Російський весняний пунш» | англ. Russian spring punch | Коктейль на основі горілки, лікеру Creme de Cassis, ігристого вина, лимонного соку і цукрового сиропу. Класифікується як газований коктейль.        |
| 15 |            | «Темрява та буря»          | англ. Dark 'N' Stormy      | Коктейль на основі темного рому, пива. Класифікується як лонґ дрінк.                                                                                |
| 16 |            | «Французький мартіні»      | англ. French Martini       | Коктейль на основі горілки, малинового лікеру та ананасового соку. Класифікується як аперитив.                                                      |

## Міжнародний конкурс коктейлів ІБА
Міжнародний конкурс коктейлю (WCC/WFC) проводиться щорічно в країні, обраної радою ІБА. При проведенні Всесвітнього конкурсу коктейлів за версією ІБА, виділяють наступні категорії:
- Флейринг (англ. Flairtending),
- Аперитив (англ. Aperitif),
- Дигестив (англ. Digestive),
- Газований коктейль (англ. Sparkling Cocktail),
- Модний коктейль (англ. Fancy Cocktail),
- Лонґ дрінк (англ. Long drink).

## Класифікація
При змішуванні коктейлів використовують такі методи приготування: білд (англ. build — будувати) або білд з льодом, мадлінг (англ. muddling — тиснути), стир (англ. stir — помішування), стрейн (англ. strain — фільтрація), шейк (англ. shake — струшувати).
| Методи приготування коктейлів ІБА | Методи приготування коктейлів ІБА |
| --------------------------------- | --- |
| Білд (англ. build)                | Американо • Б-52 • Белліні • Венеційський спрітц • Викрутка • Гарві Стінобій • Джон Коллінз • Іржавий цвях • Кава по-ірландськи • Кайпіринья • Кінська шия • Кір • Куба лібре • Лонг-Айлендський чай з льодом • Мімоза • Морський бриз • Московський мул • Мохіто • М'ятний джулеп • Неґроні • Ожина • Піско сауер • Секс на пляжі • Старомодний • Текіла санрайз • Темрява та буря • Французький зв'язний • Чорний російський • Шампань |
| Стир (англ. stir)                 | Брудний мартіні • Дербі • Кривава Мері • Мангеттен • Мартіні • Сазерак • Смокінг • Стінгер • Троянда • Французький мартіні • Хрещений батько • Хрещена мати |
| Шейк (англ. shake)                | Авіація • Бакарді • Баракуда • Біла леді • Бренді Олександр • Вампіро • Веспер • Віскі сауер • Гланди мавпочки • Дайкірі • Джин фіз • Еспресо мартіні • Жовта пташка • Золота мрія • Казино • Камікадзе • Кловер клаб • Коник • Космополітен • Маі Таі • Маргарита • Маргарита Томмі • Мартіні крапля лимона • Мері Пікфорд • Між простирадлами • Обличчя Янгола • Олександр • Парадіс • Пінья колада • Плантаторський пунш • Порто фліп • Рамос фіз • Російський весняний пунш • Сайдкар • Сінгапурський слінг • Французький 75 • Хемінгуей спешл |

За основним напоєм розрізняють коктейлі:

### З бренді або коньяком (11)
- Кінська шия[80][81]
- Між простирадлами[43][44]
- Обличчя Янгола[47][48]
- Олександр[49][50]
- Піско сауер[155][156]
- Порто фліп[55][56]
- Сазерак[59][60]
- Сайдкар[61][62]
- Стінгер[67][68]
- Французький зв'язний[118][119]
- Шампань[128][129]

### З вермутом (7)
| - Американо - Брудний мартіні | - Мангеттен - Мартіні - Неґроні | - Смокінг - Троянда |

### З вином (9)
| - Баракуда - Белліні - Венеційський спрітц | - Веспер - Кір - Мімоза | - Російський весняний пунш - Французький 75 - Шампань |

### З віскі (7)
| - Віскі сауер - Іржавий цвях | - Кава по-ірландськи - Мангеттен - М'ятний джулеп | - Старомодний - Хрещений батько |

### З горілкою (17)
| - Брудний мартіні - Веспер - Викрутка - Гарві Стінобій - Еспресо мартіні - Камікадзе | - Космополітен - Кривава Мері - Лонг-Айлендський чай з льодом - Мартіні крапля лимона - Морський бриз | - Московський мул - Російський весняний пунш - Секс на пляжі - Французький мартіні - Хрещена мати - Чорний російський |

### З джином (18)
| - Авіація - Веспер - Гланди мавпочки - Дербі - Джин фіз - Джон Коллінз | - Казино - Кловер клаб - Лонг-Айлендський чай з льодом - Мартіні - Неґроні - Обличчя Янгола | - Ожина - Парадіс - Рамос фіз - Сінгапурський слінг - Смокінг - Французький 75 |

### З лікером (33)
- Авіація[9][10]
- Б-52[131][132]
- Барракуда[133][134]
- Гарві Стінобій[72][73]
- Еспресо мартіні[143][144]
- Жовта пташка[145][146]
- Казино[33][34]
- Камікадзе[147][148]
- Кір[82][83]
- Коник[84][85]
- Космополітен[86][87]
- Лонг-Айлендський чай з льодом[92][93]
- Маі Таі[94][95]
- Маргарита[96][97]
- Мартіні крапля лимона[151][152]
- Мері Пікфорд[41][42]
- Між простирадлами[43][44]
- Ожина[153][154]
- Олександр[49][50]
- Парадіс[51][52]
- Російський весняний пунш[157][158]
- Сайдкар[61][62]
- Секс на пляжі[110][111]
- Сінгапурський слінг[112][113]
- Смокінг[63][64]
- Стінгер[67][68]
- Троянда[116][117]
- Французький зв'язний[118][119]
- Французький мартіні[161][162]
- Хемінгуей спешл[122][123]
- Хрещений батько[124]
- Хрещена мати[125]
- Чорний російський[126][127]

### З пивом або елем (3)
| - Кінська шия | - Московський мул | - Темрява та буря |

### З ромом (14)
| - Бакарді - Баракуда - Дайкірі - Жовта пташка - Куба лібре | - Лонг-Айлендський чай з льодом - Маі Таі - Між простирадлами - Мері Пікфорд | - Мохіто - Пінья колада - Плантаторський пунш - Темрява та буря - Хемінгуей спешл |

### З текілою (5)
| - Вампіро - Лонг-Айлендський чай з льодом | - Маргарита | - Маргарита Томмі - Текіла санрайз |